# トニー賞 ミュージカル主演男優賞
トニー賞のミュージカル主演男優賞(Best Performance by a Leading Actor in a Musical)は、第2回となる1948年から授与されている。

## 受賞一覧

### 1940年代
- 1948年：ポール・ハートマン　-『Angel in the Wings』
- 1949年：レイ・ボルジャー　-『w:Where's Charley?』

### 1950年代
- 1950年：エツィオ・ピンツァ　-『南太平洋』
- 1951年：ロバート・アルダ　-『ガイズ&ドールズ』
- 1952年：フィル・シルヴァース　-『Top Banana』
- 1953年：トーマス・ミッチェル　-『w:Hazel Flagg』
- 1954年：アルフレッド・ドレイク　-『Kismet』
- 1955年：ウォルター・スレザック　-『Fanny』
- 1956年：レイ・ウォルストン　-『くたばれ！ヤンキース』
- 1957年：レックス・ハリソン　-『マイ・フェア・レディ』
- 1958年：ロバート・プレストン　–『ミュージック・マン』
- 1959年：リチャード・カイリー　-『Redhead』

### 1960年代
- 1960年：ジャッキー・グリーソン　-『w:Take Me Along』
- 1961年：リチャード・バートン　-『キャメロット』
- 1962年：ロバート・モース　-『努力しないで出世する方法』
- 1963年：ゼロ・モステル　-『ローマで起った奇妙な出来事』
- 1964年：バート・ラー　-『Foxy』
- 1965年：ゼロ・モステル　-『屋根の上のバイオリン弾き』
- 1966年：リチャード・カイリー　-『ラ・マンチャの男』
- 1967年：ロバート・プレストン　-『I do! I do! ～結婚物語～』
- 1968年：ロバート・グーレ　-『The Happy Time』
- 1969年：ジェリー・オーバック　-『プロミセス・プロミセス』

### 1970年代
- 1970年：クリーヴォン・リトル　-『w:Purlie』
- 1971年：ハル・リンデン　-『w:The Rothschilds』
- 1972年：フィル・シルヴァース　-『ローマで起った奇妙な出来事』
- 1973年：ベン・ヴェリーン　-『PIPPIN』
- 1974年：クリストファー・プラマー　-『シラノ』
- 1975年：ジョン・カラム　-『Shenandoah』
- 1976年：ジョージ・ローズ　-『マイ・フェア・レディ』
- 1977年：バリー・ボストウィック　-『w:The Robber Bridegroom』
- 1978年：ジョン・カラム　-『特急二十世紀号』
- 1979年：レン・キャリオー　-『 スウィーニー・トッド』

### 1980年代
- 1980年：ジム・デール　-『Barnum』
- 1981年：ケヴィン・クライン　-『ペンザンスの海賊』
- 1982年：ベン・ハーニー　-『ドリームガールズ』
- 1983年：トミー・チューン　-『w:My One and Only』
- 1984年：ジョージ・ハーン　-『ラ・カージュ・オ・フォール』
- 1985年：なし
- 1986年：ジョージ・ローズ　-『エドウィン・ドルードの謎』
- 1987年：ロバート・リンゼイ　-『ミー・アンド・マイガール』
- 1988年：マイケル・クロフォード　-『オペラ座の怪人』
- 1989年：ジェイソン・アレクサンダー　-『ジェローム・ロビンズ・ブロードウェイ』

### 1990年代
- 1990年：ジェームズ・ノートン (シティ・オブ・エンジェルズ)
- 1991年：ジョナサン・プライス (ミス・サイゴン)
- 1992年：グレゴリー・ハインズ (Jelly's Last Jam)
- 1993年：ブレント・カーヴァー (蜘蛛女のキス)
- 1994年：ボイド・ゲインズ (シー・ラヴズ・ミー)
- 1995年：マシュー・ブロデリック (努力しないで出世する方法)
- 1996年：ネイサン・レイン (ローマで起った奇妙な出来事)
- 1997年：ジェームズ・ノートン (シカゴ)
- 1998年：アラン・カミング (キャバレー)
- 1999年：マーティン・ショート (リトル・ミー)

### 2000年代
- 2000年：ブライアン・ストークス・ミッチェル (キス・ミー・ケイト)
- 2001年：ネイサン・レイン (プロデューサーズ)
- 2002年：ジョン・リスゴー (成功の甘き香り)
- 2003年：ハーヴェイ・ファイアスタイン (ヘアスプレー)
- 2004年：ヒュー・ジャックマン (ボーイ・フロム・オズ)
- 2005年：ノーバート・レオ・バッツ (ペテン師と詐欺師)
- 2006年：ジョン・ロイド・ヤング (ジャージー・ボーイズ)
- 2007年：デヴィッド・ハイド・ピアース (カーテンズ)
- 2008年：パウロ・スショット (南太平洋)
- 2009年：デヴィッド・アルバレス、トレント・コワリク（英語版）、キリル・クリシュ（英語版）（Billy Elliot the Musical）

### 2010年代
- 2010年：ダグラス・ホッジ (ラ・カージュ・オ・フォール)
- 2011年：ノーバート・レオ・バッツ (キャッチ・ミー・イフ・ユー・キャン)
- 2012年：スティーヴ・カジー (ONCE ダブリンの街角で)
- 2013年：ビリー・ポーター (キンキーブーツ)
- 2014年：ニール・パトリック・ハリス (ヘドウィグ・アンド・アングリーインチ)
- 2015年：マイケル・セルヴェリス (ファン・ホーム)
- 2016年：レスリー・オドム・Jr (ハミルトン)
- 2017年：ベン・プラット (ディア・エヴァン・ハンセン)
- 2018年：トニー・シャルーブ（バンズ・ヴィジット）
- 2019年：サンティノ・フォンタナ（トッツィー）

### 2020年代
- 2020年：アーロン・トヴェイト（ムーラン・ルージュ！ザ・ミュージカル）
- 2021年：中止
- 2022年：マイルズ・フロスト（英語版）（MJ）

注意
ここで表記される邦題は、翻訳上演されたときの物に準ずる。また、日本では上演されていないが、映画作品から舞台作品へと転じた物・映像化された物が日本で公開され邦題が付けられた物・原作または書籍化された物が日本で出版され邦題が付いている物などに関しても、それに準ずることとする（WOWOWで放送される授賞式で表記された邦題についても一部参考として表記）。